# Budaklar, Çat
Budaklar là một xã thuộc huyện Çat, tỉnh Erzurum, Thổ Nhĩ Kỳ. Dân số thời điểm năm 2011 là 141 người.